# 排山乡
排山乡，是中华人民共和国湖南省郴州市安仁县下辖的一个乡镇级行政单位；2012年4月13日撤销。以原清溪镇、禾市乡、排山乡、军山乡、城关镇成建制合并设立永乐江镇；原清溪镇、禾市乡、排山乡、军山乡、城关镇的行政区域为新设永乐江镇的行政区域。

## 行政区划
排山乡撤销前下辖大石村、新丰村、排山村、司山村、高陂村、山塘村、大源村。